# Gare de Fontan - Saorge
La gare de Fontan - Saorge est une gare ferroviaire française de la ligne de Coni à Vintimille, située sur le territoire de la commune de Fontan, à proximité de Saorge, dans le département des Alpes-Maritimes en région Provence-Alpes-Côte d'Azur. 
C'est une halte ferroviaire de la Société nationale des chemins de fer français (SNCF), desservie par des trains TER Provence-Alpes-Côte d'Azur et des trains italiens.

## Situation ferroviaire
Elle est située au point kilométrique (PK) 70,826 de la ligne de Coni à Vintimille, entre les gares de Saint-Dalmas-de-Tende et de Breil-sur-Roya. Son altitude est de 449 m.

## Histoire
Le bâtiment voyageurs, qui abrite un centre de vacances de la SNCF, doit cette apparence démesurée pour une halte desservant deux villages, à son statut de gare frontière  jusqu'en 1947. Au nord, la gare de Saint-Dalmas-de-Tende remplissait le même rôle, côté italien, avec un bâtiment imposant et encore plus démesuré.

## Fréquentation
De 2015 à 2023, selon les estimations de la SNCF, la fréquentation annuelle de la gare s'élève aux nombres indiqués dans le tableau ci-dessous.
| Année     | 2015  | 2016  | 2017  | 2018  | 2019  | 2020  | 2021  | 2022  | 2023  |
| --------- | ----- | ----- | ----- | ----- | ----- | ----- | ----- | ----- | ----- |
| Voyageurs | 4 650 | 5 247 | 7 217 | 4 716 | 5 109 | 2 583 | 1 692 | 4 980 | 5 783 |

## Service des voyageurs

### Accueil
Halte SNCF, c'est un point d'arrêt non géré (PANG) à entrée libre.

### Desserte
Fontan - Saorge est desservie par des trains TER Provence-Alpes-Côte d'Azur, qui effectuent des missions entre les gares de Nice-Ville et celle de Tende. Elle est également desservie par des trains italiens, circulant entre Vintimille et Coni.

### Intermodalité
La gare est desservie par un autocar du réseau de la communauté d'agglomération de la Riviera française (Zest), par l'intermédiaire de l'arrêt Fontan-Saorge Gare avec la ligne 25.
Un parking pour les véhicules est aménagé.